# Jardim Elisa Maria
Jardim Elisa Maria é um bairro localizado no subdistrito de Brasilândia, zona norte do município de São Paulo.
Formado na maior parte por morros e com pouca cobertura vegetal, apresenta ruas estreitas e sinuosas. Como na sua formação não existiu nenhum tipo de planejamento urbano, as construções são, em grande medida, margeadas por pequenas vielas e escadarias que cortam o relevo dos morros.

## História
O bairro foi fundado por volta de 1976, quando a fazenda do Sapo, pertencente a um padre, foi loteada a preços populares. Em 1983 a prefeitura, por meio de financiamento do programa de Erradicação da Subabitação (Promorar) do Banco Nacional de Habitação e do Fundo de Atendimento à População Moradora em Habitação Subnormal (FUNAPS) da Cohab-SP, instalou energia elétrica e saneamento básico e 69 unidades habitacionais, remodelando parte do bairro.
O Jardim Elisa Maria passou a ter ruas com nomes de líderes revolucionários como Olga Benário, Steve Biko, Carlos Lamarca e Carlos Marighella. Em 2007, após a ocorrência de 3 chacinas, o governo do estado implantou os programas Virada Social (com o oferecimento de serviços públicos por meio de mutirão) e Praças da Paz (por  meio de implantação de base comunitária da Polícia Militar) no Jardim Elisa Maria, atraindo a visita do ex prefeito de Bogotá Antanas Mockus em 24 de maio de 2007. Com o passar dos anos o governo abandona essas ações e uma nova escalada de violência atinge o bairro que passou a sofrer com grupos de extermínio, sendo palco de chacinas.